# Xã Big Spring, Quận Izard, Arkansas
Xã Big Spring (tiếng Anh: Big Spring Township) là một xã thuộc quận Izard, tiểu bang Arkansas, Hoa Kỳ. Năm 2010, dân số của xã này là 246 người.